# Constantia Nek
Constantia Nek est un col peu élevé au sud de la montagne de la Table au Cap, en Afrique du Sud, reliant Constantia, une banlieue du Cap, au village de Hout Bay à l'ouest.
C'est l'un des trois cols reliant Hout Bay au reste de la ville et, avec Ou Kaapse Weg, c'est l'un des deux cols entre le centre-ville et la vallée de Fish Hoek.
Le col se trouve à 212 m d'altitude. Trois routes se rejoignent au col : Rhodes Drive, en direction du nord vers la ville, Constantia Road, en direction de Constantia et de la banlieue sud, et Hout Bay Main Road, en direction de la vallée de Hout Bay.
Il s'agit du point culminant de l'ultra-marathon Two Oceans Marathon.

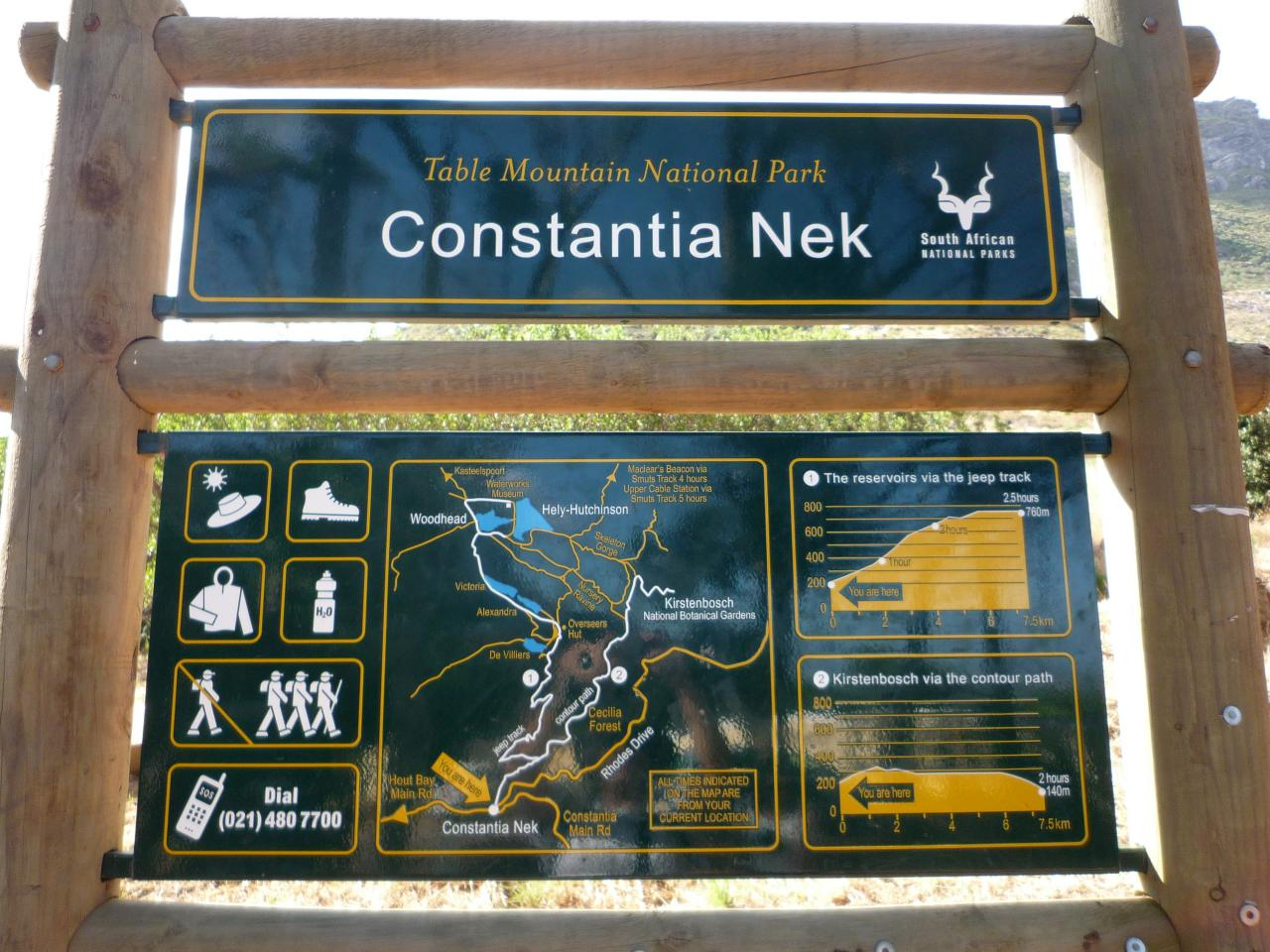
Panneau au col.